# Gérard d'Autun
Gérard d'Autun    (né en France et mort après 1176) est un cardinal français  du XIIe siècle. 

## Biographie
Gérard est chanoine à Autun. Le pape Alexandre III le crée cardinal lors du consistoire de 1170. En 1176 il est légat en Irlande, Écosse et Norvège.